# Пакистанцы в Великобритании
Пакистанцы в Великобритании (англ. British Pakistanis) — британцы пакистанского происхождения, крупнейшая пакистанская диаспора в мире. Большей частью, это выходцы из провинций Пенджаб и Кашмир, составляют значительную часть азиатского населения страны.
По данным переписи 2011 года, 1 173 892 человека классифицировали себя как пакистанцы, что составляет около 1,8 % населения Великобритании. В Англии проживает более 94 % всех пакистанцев Великобритании. Около 55 % из них родились в Великобритании, 36,9 % — в Пакистане и 3,5 % — в других странах Азии. В Британии живёт примерно половина всех пакистанцев в Европе.

## Расселение и этнические группы
- Наиболее крупная этническая группа пакистанцев в Великобритании — кашмирцы, крупные диаспоры проживают в Бирмингеме, Брадфорде и Олдеме. На юге страны проживают как кашмирцы, так и пенджабцы, крупнейшие диаспоры в Лутоне и Слау. В стране также имеется небольшая пуштунская диаспора.

- По данным переписи 2001 г., в районе Большого Лондона проживали 142 749 пакистанцев различных этнических групп. Диаспора Бирмингема включает около 113 тыс. лиц пакистанского происхождения, что в 2007 г. составляло 11,2 % от всего населения города. В Бирмингеме также велики бенгальская, иранская, пуштунская и некоторые другие диаспоры.
- В Брадфорде по данным на 2007 г. проживает 80 тыс. пакистанцев, что составляет 16,1 % от всего населения города. Большая часть из них берёт корни из Кашмирского округа Мирпур. В 2001 г. в городе произошел ряд серьёзных столкновений между европейским населением города и пакистанской диаспорой в которых приняли участие более 1000 человек. 297 человек были арестованы, а 200 приговорены к различным срокам заключения.

Около 20 тыс. пакистанцев (главным образом пенджабского происхождения) проживают в Глазго.

## Религия, язык и культура
- Большинство пакистанцев Великобритании — мусульмане (92,1 %), главным образом суннитского толка. Пакистанцы составляют 42,7 % всех мусульман Англии. Кроме того, в Англии и Уэльсе проживает около 8 тыс. пакистанских христиан и некоторое количество индуистов и сикхов.
- Родным языков большинства пакистанцев, родившихся в Великобритании, является английский. Среди иммигрантов первого поколения распространены различные диалекты панджаби (распространены также среди выходцев из северо-западной Индии), урду, кашмирский, пушту (также, распространён среди выходцев из Афганистана).
- Среди праздников, отмечаемых пакистанской диаспорой, стоит отметить День независимости Пакистана — 14 августа и крупные мусульманские праздники: Ид аль-Адха и Ид аль-Фитр.
- Жизнь британской пакистанской семьи является основой повестования в фильме «Восток есть Восток».